# Wilhelm Heidemeyer
Wilhelm Heidemeyer (* 11. April 1898; † 9. Mai 1984) war ein deutscher Pädagoge.

## Leben
Heidemeyer war Professor für Didaktik der Erdkunde an der Pädagogischen Hochschule in Alfeld, die 1970 in der Universität Hildesheim aufging.  
1955 wurde er von Kardinal-Großmeister Eugène Tisserant zum Ritter des Ritterordens vom Heiligen Grab zu Jerusalem ernannt und am 8. Dezember 1955 im Kölner Dom durch Lorenz Kardinal Jaeger, Großprior des Ordens, investiert.